# Bailliage de Neufchâteau
Le bailliage de Neufchâteau est une ancienne entité administrative du duché puis de la province de Lorraine, ayant existé jusqu'en 1790. Il avait pour chef-lieu Neufchâteau.

## Géographie
En 1779, ce territoire est délimité au nord par le Toulois, à l’est par le bailliage de Mirecourt, au sud par celui de Bourmont, à l’ouest par la Meuse qui le sépare du Barrois mouvant et de la Champagne.

## Histoire
Sur le plan spirituel, ce bailliage est du diocèse de Toul. Trois coutumes le gouvernent : celle de Lorraine, celle de Saint-Mihiel et celle du Bassigny-Barrois.
Le resal est la mesure des grains ; celui de froment pèse environ 185 livres, il est divisé en 8 imaux qui sont ras.
En 1790, la France révolutionnaire le supprime et le remplace par un district.

## Composition
Communautés qui sont dans ce bailliage en 1779 : 

### Sous la coutume de Lorraine
- Neufchâteau, ses faubourgs et la cense de Rainval
- Aouze ou Avouze
- Attignéville et la cense d’Avillers
- Autigny-la-Tour et la cense de Frécul
- Auzainviller et la cense d’Avillers
- Balléville et le Ménil-sur-Verre
- Barville-sur-Vair et la cense de Ranziere
- Belmont et la cense du Hapiat
- Brancourt
- Certillieux
- Chatenoy avec les hameaux le Breuil, Valaincourt et Maxécourt
- Le Val-de-Circourt
- Courcelles-sous-Chatenoy
- Coussey et la cense de Berthélevaux
- Darney-aux-chênes
- Dolaincourt
- Dombrot ci-devant Bouzey et le moulin de la Graviere
- Dommartin-sur-Vraine
- St. Elophe et la cense de Boinville
- Fruze
- Gouécourt
- Hagnéville-sous-Beaufremont
- Harchéchamp, le Chastelet et la cense de la Hayvaux
- Houécourt
- Houéville
- Jubainville
- Landaville-le-haut
- L'Étanche (abbaye de), ses dépendances et la cense de la Rapine
- Longchamp-sous-Chatenoy
- Martigny-lès-Gerbonvaux et la cense de Gerbonvaux
- Maxey-sous-Brixey
- Moncel, Happoncourt et la cense-fief du Han
- Morel-Maison et la cense de Velotte
- La Neuveville-sous-Chatenoy
- Noncourt
- Ollainville
- St. Paul
- Pontpierre
- Rainville
- Rébeuville
- St. Remimont-sur-Vair et la cense de la Malmaison
- Rémois
- Removille
- Rollainville
- Rousseux et la cense seigneuriale de Gonvaux
- Rouvre-la-chétive et la cense de Froide-fontaine
- Sandaucourt
- Sartes
- Sommerécourt
- Soulosse
- Tillieux
- Viocourt-sur-Vair
- Vouxey et Imbrécourt

### Sous la coutume de St. Mihiel
- Aulnoy-sous-Beaufremont
- Beaufremont
- Gendreville
- Landaville-le-bas
- Lemécourt
- Malaincourt-sous-Beaufremont
- Malaincourt
- Médonville
- Rupes, la tuilerie de Rupes et dépendances
- Urville

### Sous la coutume du Bassigny
- Jainvillotte